# Verein Demokratischer Pharmazeutinnen und Pharmazeuten
Der Verein demokratischer Pharmazeutinnen und Pharmazeuten (VdPP) e. V. ist eine deutsche Nichtregierungsorganisation, die sich unter dem Motto „Pharmazie in sozialer Verantwortung“ für eine bedarfsgerechte und patientenorientierte Arzneimittelversorgung einsetzt.
Der Verein versteht sich als Gegenöffentlichkeit zu den Standesorganisationen, deren Aktivitäten sich überwiegend an Interessen von Apothekenleitern orientieren. Er hält die Zusammenarbeit mit anderen Gesundheitsberufen in geeigneten Strukturen der Primärversorgung für notwendig.

## Organisation
Der VdPP vereint Fachkräfte mit einer Ausbildung zum Apotheker, Pharmazieingenieur, Pharmazeutisch-technischer Assistent (PTA) und Pharmazeutisch-kaufmännischer Assistent (PKA). Die Mitglieder arbeiten vor allem in öffentlichen Apotheken, in Krankenhausapotheken, Krankenkassen, Behörden, Universitäten, humanitären Organisationen und Ausbildungseinrichtungen sowie in der Pharmaindustrie. Die Geschäftsstelle des Vereins befindet sich in Hamburg. In Berlin und Hamburg treffen sich regelmäßig Regionalgruppen.
Dreimal jährlich erscheint der VdPP-Rundbrief mit aktuellen Schwerpunktthemen sowohl für die vereinsinterne als auch für die öffentliche Auseinandersetzung.

## Geschichte
Gegründet wurde der VdPP am 17. Juni 1989 in Hamburg von Angehörigen pharmazeutischer Berufe, darunter Apothekenbesitzer, Apothekenmitarbeiter und Gewerkschaftler. Viele von ihnen hatten bereits seit der Westdeutschen Studentenbewegung der 1960er Jahre, der Friedensbewegung der 1980er Jahre und der Gesundheitsbewegung regelmäßig zusammengearbeitet.
Ein wichtiger Anlass für die Gründung waren die Erfahrungen mit den problematischen Praktiken der Pharmaindustrie und deren Folgen für die Sicherheit der Arzneimittelversorgung der Patienten.

## Wesentliche Ziele und Aktivitäten
Der VdPP ist eine politisch arbeitende Vereinigung mit den folgenden Zielen:
- Patientenorientierte und dem Prinzip der Evidenzbasierten Medizin folgende Arzneimittelversorgung und -beratung
- Demokratisierung des Gesundheitswesens auf der Grundlage des Solidaritätsprinzips und transparenter Strukturen
- Stärkung des Verbraucherschutzes und der Patientenbeteiligung im Gesundheitswesen
- Zugang aller Menschen weltweit zu einer ausreichenden und bezahlbaren Arzneimittelversorgung
- Begrenzung der Marktmacht der pharmazeutischen Industrie
- Orientierung am Konzept der Primärversorgung der Weltgesundheitsorganisation (Europa) (WHO)[5] und an deren Definition von Gesundheit als physisches, psychisches und soziales Wohlbefinden.[6]
- Berücksichtigung von Klima- und Umweltschutz in der Arzneimittelversorgung
- Ablehnung von Gewalt, Krieg und Terrorismus. Stattdessen: Friedenspolitik mit ziviler Konfliktlösung und diplomatischer Verständigung.

Der VdPP veröffentlicht regelmäßig Stellungnahmen zu arzneimittel- und apothekenbezogenen Entwicklungen und zu aktuellen Gesetzesvorhaben.
Der VdPP veranstaltet öffentliche Seminare und Fachtagungen mit dem Ziel, Perspektiven für eine Verbesserung der Arzneimittelversorgung zu entwickeln. Dabei wird ein breites Themenspektrum bearbeitet, etwa Arzneimittelforschung, Arzneimittelsicherheit (Pharmakovigilanz), Nachhaltigkeit der Arzneimittelversorgung, Preisbildung, Werbung, evidenzbasierte Verordnung bzw. Selbstmedikation. Weiterhin werden Themen zur Zukunft der Apotheke angeboten, z. B. zu den Potenzialen der Apotheke in der Primärversorgung und bei Prävention und Gesundheitsförderung sowie zur Kooperation mit anderen Gesundheitsberufen. Dabei orientiert sich der VdPP an den Grundsätzen von Public Health.
Der VdPP arbeitet mit anderen gesundheitspolitischen Organisationen zusammen, z. B. mit dem Verein demokratischer Ärzt*innen (vdää*) und dem Verein Solidarisches Gesundheitswesen mit MEZIS und mit der BUKO Pharma-Kampagne. Der VdPP ist Mitglied der Deutschen Plattform Globale Gesundheit und bei Gesundheit Berlin-Brandenburg.
Im Jahr 2021 ging aus dem VdPP die Initiative Pharmacists for Future hervor, die sich für eine nachhaltige Pharmazie in Forschung, Herstellung, Patientenberatung und Apothekenpraxis engagiert und sich als Teil der Bewegung Fridays for Future versteht.